# (5727) 1988 BB4
(5727) 1988 BB4 es un asteroide perteneciente al cinturón de asteroides descubierto el 19 de enero de 1988 por Henri Debehogne desde el Observatorio de La Silla, Chile.

## Designación y nombre
Designado provisionalmente como 1988 BB4.

## Características orbitales
1988 BB4 está situado a una distancia media del Sol de 2,329 ua, pudiendo alejarse hasta 2,505 ua y acercarse hasta 2,153 ua. Su excentricidad es 0,075 y la inclinación orbital 6,215 grados. Emplea 1298,68 días en completar una órbita alrededor del Sol.

## Características físicas
La magnitud absoluta de 1988 BB4 es 13,7. Tiene 4,228 km de diámetro y su albedo se estima en 0,431. 